# Société grenobloise de force et lumière
La Société grenobloise de force et lumière, devenue après 1912 la Société générale de force et lumière, était une entreprise de production et de transport électrique.

## Histoire

### Création
La société a été fondée pour exploiter une chute d'eau issue du futur lac de Monteynard-Avignonet, qui est devenu une retenue d'eau artificielle sur le Drac, dans le département de l'Isère, obtenue via une autorisation par le Préfet de l’Isère en date du 24 juillet 1897. La première grande chute sur le Drac fut ainsi aménagée par la Société grenobloise de force et lumière avec une première centrale d'une puissance de 7,4 MW pour l’alimentation de Grenoble et de Moirans, suivie quelques années plus tard en 1908 par un deuxième groupe à courant continu de 1,1 MW pour l’alimentation de la voie de chemin de fer St Georges de Commiers La Mure. 
Comptant parmi ses ingénieurs Théodore-Frédéric Heilmann et Paul Rony, elle a eu pour premier président Victor-Auguste Godinet (1853-1936), auparavant président de la Société technique de l'industrie du gaz en France.
La société s'est constituée le 1er juillet 1899 avec son siège social à Grenoble, sous le statut de société anonyme. Son laboratoire attire les visiteurs dès 1903 car il est considéré comme à la pointe de la technologie. 

### Le lien entre Tarentaise et le tramway de Lyon
En janvier 1905, elle s’installe à Pomblière, lieu-dit près de Saint-Marcel en Tarentaise, qui accueille déjà l’usine dite « La volta », produisant du ferro-silicium, ferrochrome, phosphore et chlorobenzène, la future MSSA. La Société grenobloise de force et lumière va alors utiliser 5 000 CV de la production électrique locale pour alimenter le tramway électrique lyonnais. Le transport d'énergie s'effectue sur une distance de 180 km, distance qui n'a encore jamais été atteinte en Europe, sur deux fils en laiton d'un diamètre de six millimètres. À la fin de l'année, la ligne est presque achevée : il ne reste plus que les 30 kilomètres jusqu'à Albertville et le tout doit ouvrir au 20 janvier 1906.
En 1907, elle a déjà investi dans un important réseau triphasé qui dessert aussi les départements de la Drôme et de l'Isère, alimenté par les usines génératrices de Bellegarde (10 000 CV) et du futur Lac de Monteynard-Avignonet (8 000 CV).

### Les partenariats à Lyon
Dès 1910, la société devient partenaire de Société lyonnaise des forces motrices du Rhône, qui lui effectue des achats de courant pour alimenter l'industrie lyonnaise et lui demande aussi son assistance pour l'aménagement en commun de nouvelles chutes d'eau dans les Alpes, ce qui amène à des ententes avec la Société Hydroélectrique de la Bridoire et la Société française des forces hydrauliques du Rhône, puis des incursions dans la vallée de la Romanche. La société vend aussi du courant au rival, le Gaz de Lyon, tirant profit de la concurrence qui oppose ce dernier à la Société lyonnaise des forces motrices du Rhône. Elle approvisionne bien sûr en électricité bon marché l'Ancien tramway de Grenoble, de la SGTE, l'un des plus anciens et plus dynamiques de France, démarré avec des génératrices à vapeur.

### Nouvelle dénomination et croissance
Compte tenu de sa croissance et de sa polyvalence (distribution, production et transport) elle s'est rebaptisée « Société générale de force et lumière » le 2 mars 1912, puis a aménagé les lacs Carré, de la Motte et Cottepen-aux-sept-Laux. Sa croissance fait parfois peur aux créanciers: elle doit payer un taux d'intérêt de 17,5 % lorsqu'elle émet en mars 1926 pour 20 millions de francs d'obligations, avant de racheter cinq ans plus tard, en 1931 la « Société d’énergie électrique de Grenoble et de Voiron » puis de garder son indépendance. Elle a été nationalisée en 1946 et intégrée dans EDF.
Avant la [[]][Quoi ?], la SGFL du magnat Pierre-Marie Durand, est le deuxième électricien francais, derrière la Lyonnaise des Eaux et de l’Electricité (S.L.E.E., ou groupe Mercier). Elle a eu parmi ses dirigeants Edmond Roux, passé ensuite à la Société parisienne pour l'industrie des chemins de fer et des tramways électriques.